# Rembiszewski-Nunatakker
Die Rembiszewski-Nunatakker (polnisch Nunataki Rembiszewskiego) sind drei 200 m, 150 m und 90 m hohe Nunatakker auf King George Island im Archipel der Südlichen Shetlandinseln. Sie ragen zwischen dem Viéville- und dem Rybak-Gletscher am Ufer der Admiralty Bay auf.
Polnische Wissenschaftler benannten sie 1980 nach dem Ichthyologen Jan Maciej Rembiszewski (* 1938), Teilnehmer an mehreren polnischen Antarktisexpeditionen und Leiter der Arctowski-Station im Jahr 1979.